# المذهب الطبيعي (مسرح)

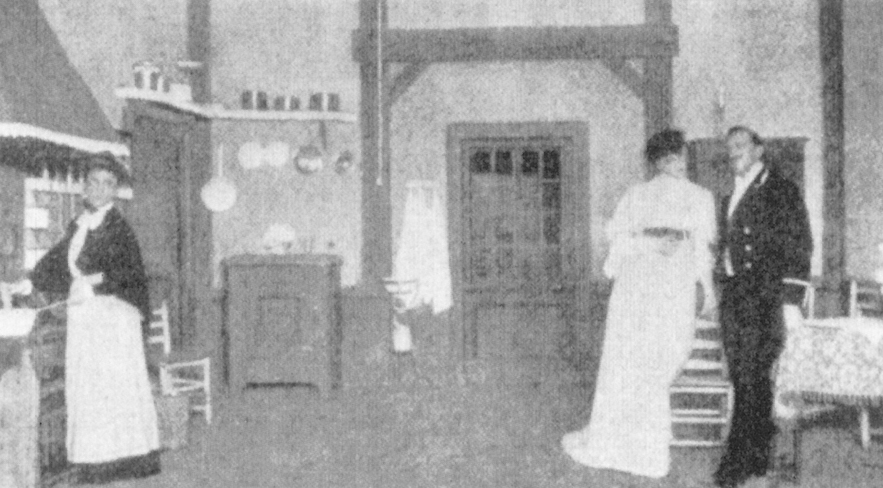
صورة لملكة الجمال، جولي، في مسرح الشعب في نوفمبر 1906

الطبيعانية هي حركة في الدراما والمسرح الأوروبي تطورت في أواخر القرن التاسع عشر وأوائل القرن العشرين. وتشير إلى المسرح الذي يحاول خلق وهم بالواقع من خلال مجموعة من الاستراتيجيات الدرامية والمسرحية.
ازدهر الاهتمام بالطبيعانية بشكل خاص مع الكتاب المسرحيين الفرنسيين في ذلك الوقت، ولكن المثال الأكثر نجاحًا هو مسرحية ستريندبرغ الآنسة جولي،[بحاجة لمصدر] والتي كتبت بنية الالتزام بنسخته الخاصة من الطبيعانية، وكذلك النسخة الموصوفة بواسطة الروائي والمنظر الأدبي الفرنسي إميل زولا.